# Eduardo Ramírez Villamizar

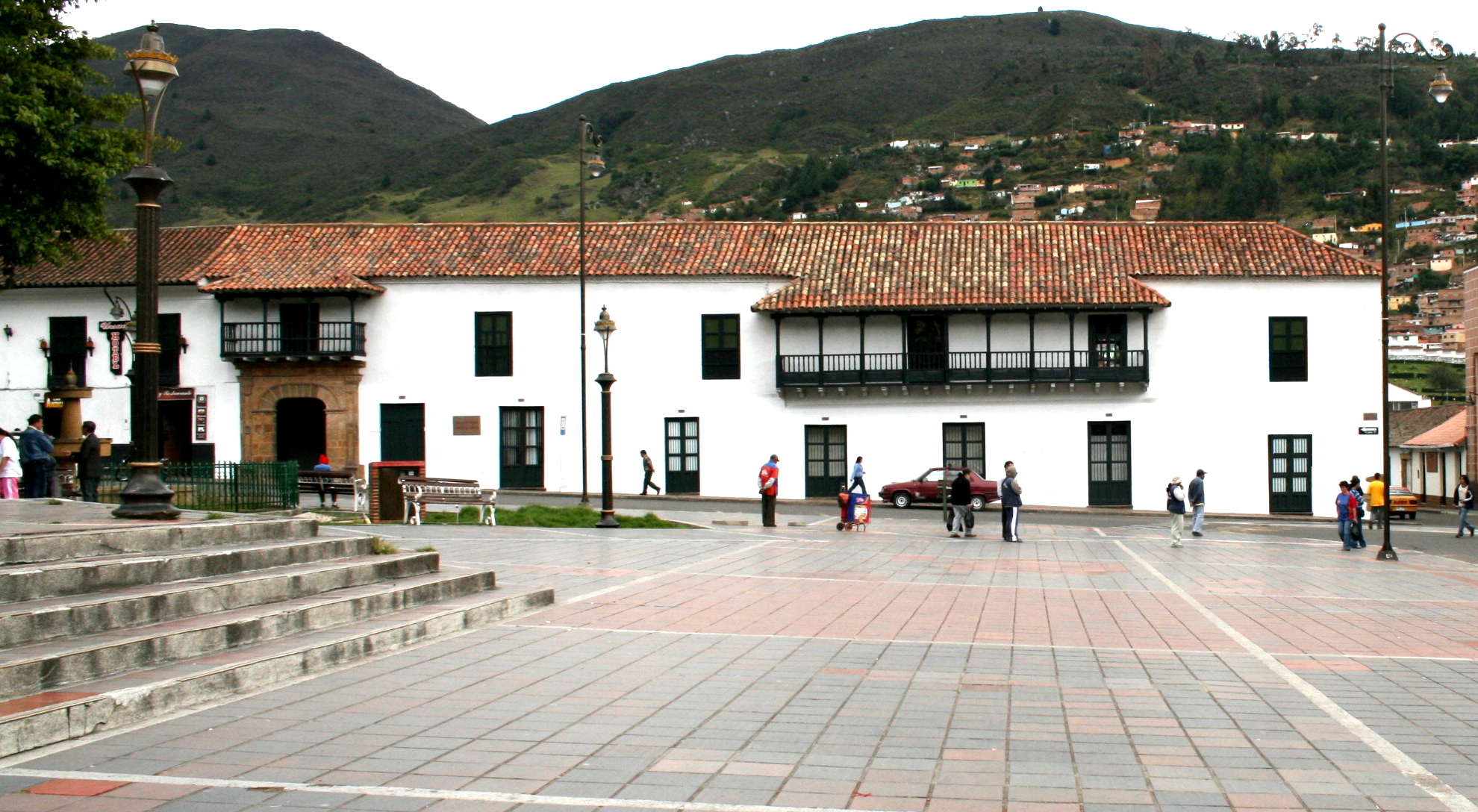
Het Museo de Arte Moderno Ramírez Villamizar in 2008

Eduardo Ramírez Villamizar (Pamplona, 23 augustus 1922 – Bogotá, 24 augustus 2004) was een Colombiaanse schilder en beeldhouwer.

## Leven en werk

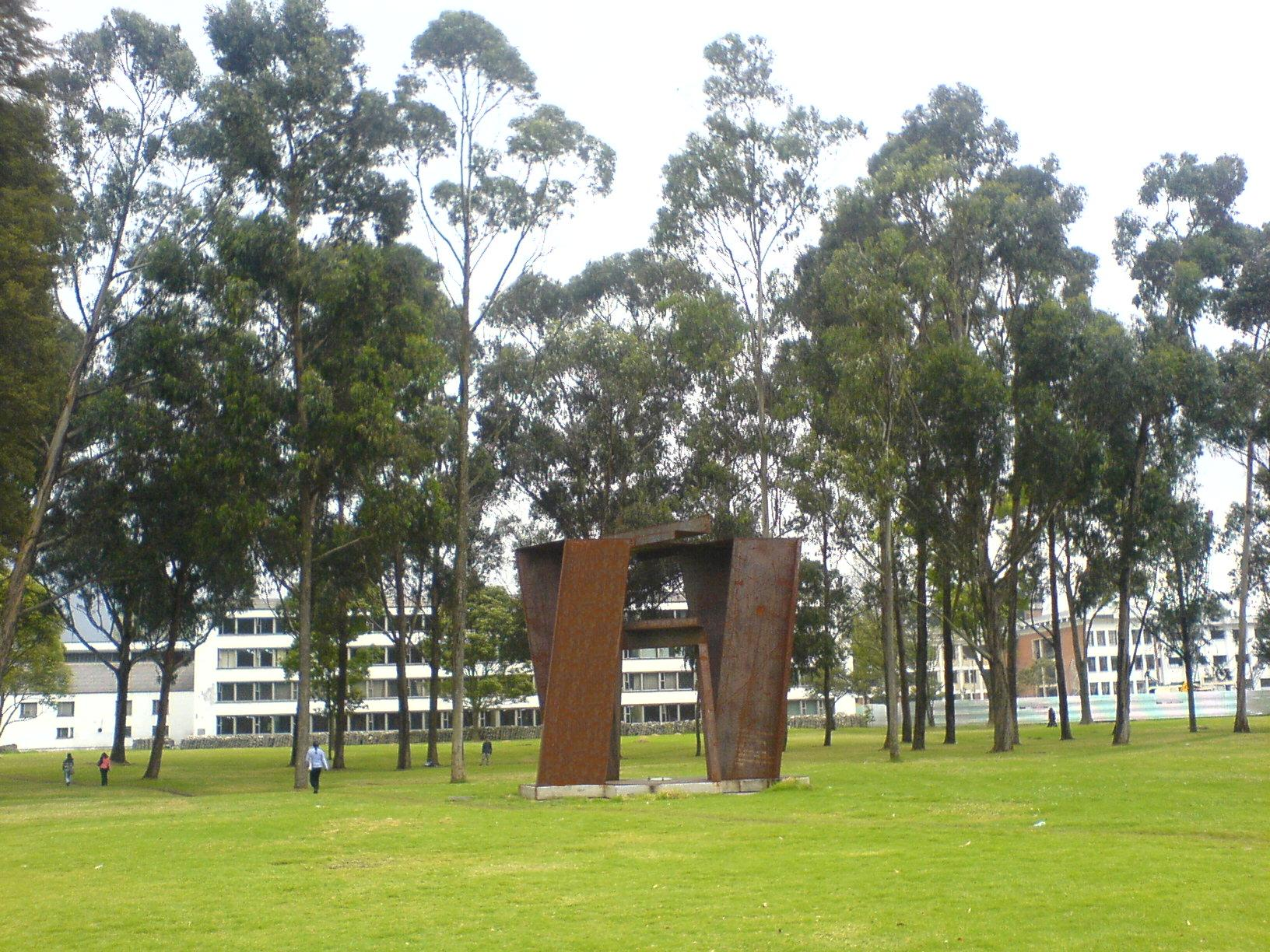
Sculptuur Campus Universidad Nacional in Bogotá

Ramírez Villamizar studeerde van 1940 tot 1943 architectuur aan de Universidad Nacional de Colombia (UNC) in Bogotá, maar zijn belangstelling ging meer uit naar de schilderkunst. Van 1944 tot 1946 vervolgde hij zijn studie dan ook aan de Escuela de Bellas Artes van de UNC. Reeds in 1945 nam hij deel aan een eerste groepstentoonstelling in Bogotá. In 1947 verbleef hij op uitnodiging van de Universidad de Cauca in Popayán (departement Cauca), waar hij gedurende zeven maanden samenwerkte met de beeldhouwer Edgar Negret. Onder diens invloed veranderde de stijl van Ramírez Villamizar van figuratief in abstract. In 1949 nam hij met Negret deel aan de expositie Esculturas y pinturas de Colombia in de New York School of Social Research in New York en verbleef hij met een beurs in de Argentijnse hoofdstad Buenos Aires.

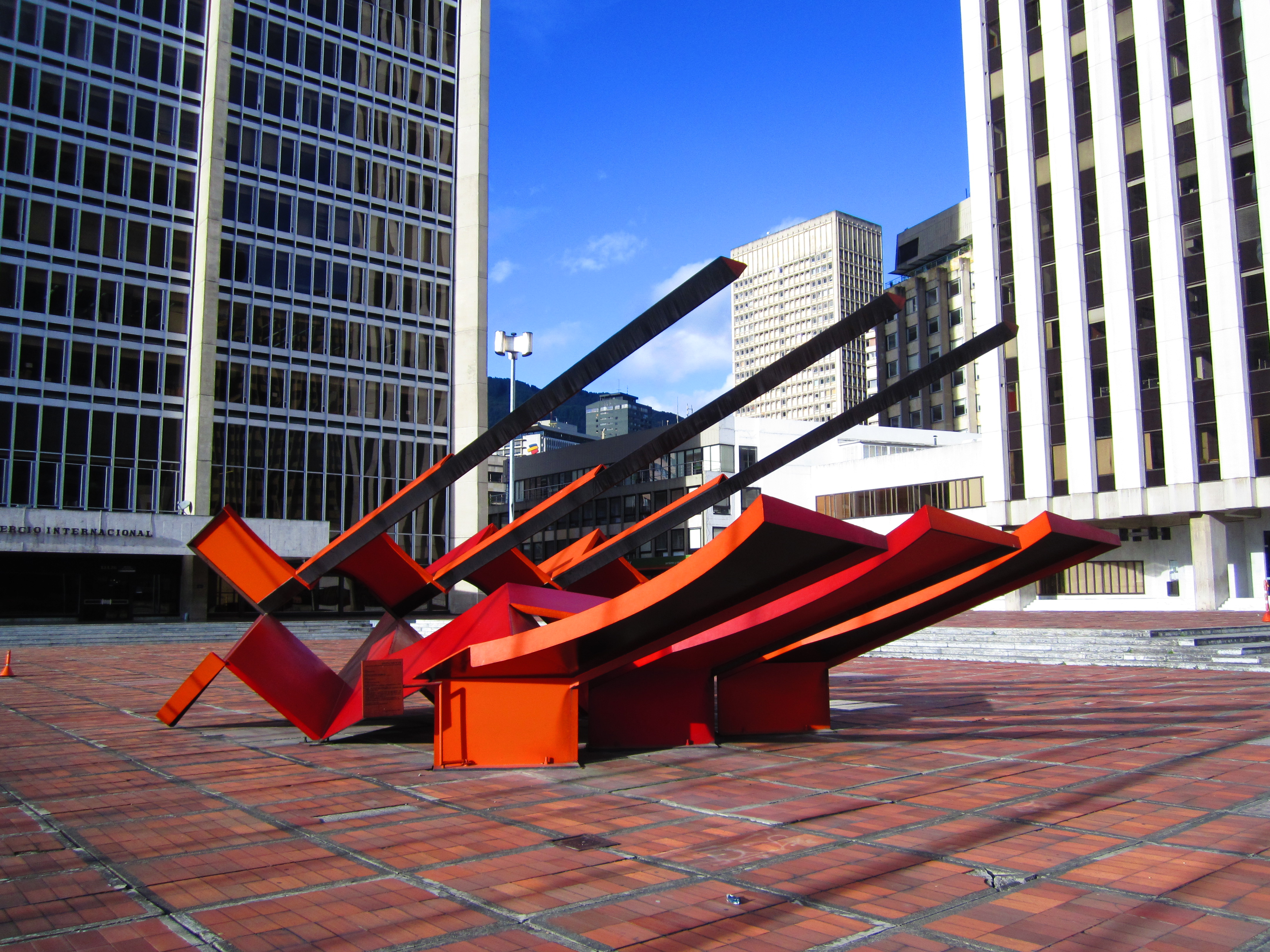
Sculptuur Nave Espacial in Bogotá

Van 1950 tot 1952 woonde Ramírez Villamizar in Parijs, waar hij kennismaakte met onder anderen Pablo Picasso en Constantin Brâncuşi. Hij nam deel aan de manifestaties van de avantgardistische kunstenaars. Vooral het werk van Victor Vasarely maakte grote indruk op hem en hij begon onder invloed van de Uruguayaanse kunstenaar Joaquín Torres García met het creëren van geometrisch-abstracte werken. Hij exposeerde met Negret bij Galerie Arnaud in Parijs en nam deel aan de Biënnale Hispanoamerica in Madrid. In 1952 keerde hij noodgedwongen terug naar Colombia, maar van 1954 tot 1956 verbleef hij weer in Parijs. Hij bezocht vanuit Parijs Spanje en Italië. In 1956 schiep hij het werk Blanco y Negro, waarmee hij in New York de Guggenheim International Award won. Gedurende de zestiger jaren verbleef hij veelvuldig in New York, waar hij exposeerde in het Museum of Modern Art en het Guggenheim Museum. Vanaf 1967 legde hij zich voornamelijk toe op de (monumentale) beeldhouwkunst. In dat jaar was hij met zeven werken uitgenodigd voor het Colombiaanse paviljoen tijdens de Biënnale van Venetië. In 1969 vulde Ramírez Villamizar een eigen zaal bij de Biënnale van São Paulo in Brazilië. In 1973 werd het werk De Columbia a John F. Kennedy in Washington D.C. geplaatst.
In zijn geboortestad Pamplona stichtte de kunstenaar in 1990 het Museo de Arte Moderno Ramírez Villamizar. Hij schonk het museum een collectie van veertien werken. In vele steden en musea in Latijs-Amerika en de Verenigde Staten bevinden zich werken van Ramírez Villamizar.